# NGC 4496
NGC 4496 (NGC 4505) é uma galáxia espiral barrada (SBc) localizada na direcção da constelação de Virgo. Possui uma declinação de +03° 56' 23" e uma ascensão recta de 12 horas, 31 minutos e 39,3 segundos.
A galáxia NGC 4496 foi descoberta em 23 de Fevereiro de 1784 por William Herschel.